# Menntaskólinn Hraðbraut
Menntaskólinn Hraðbraut é uma escola secundária localizada em Reykjavik, Islândia.
A instituição, que é privada, foi construída nos anos 90, mas só foi aberta aos alunos em 2003.
A escola Hraðbraut tem por volta de 400 alunos, que frequentam um curso com duração total de 2 anos.